# Triteleia nigriscapa
Triteleia nigriscapa är en stekelart som beskrevs av Alan Parkhurst Dodd 1915. Triteleia nigriscapa ingår i släktet Triteleia och familjen Scelionidae. Inga underarter finns listade i Catalogue of Life.